# 죄르지 가리치
죄르지 가리치(헝가리어: György Garics, 1984년 3월 8일 솜버트헤이 ~ )는 헝가리 출신 오스트리아의 전 축구 선수로, 크로아티아 혈통을 갖고 있다. 포지션은 수비수이다.